# Винтер Бич (Флорида)
Винтер Бич (енгл. Winter Beach) насељено је место без административног статуса у америчкој савезној држави Флорида.

## Демографија
По попису из 2010. године број становника је 2.067, што је 1.102 (114,2%) становника више него 2000. године.
| Група             | 2000.       | 2010.         |
| Белци             | 920 (95,3%) | 1.692 (81,9%) |
| Афроамериканци    | 14 (1,5%)   | 130 (6,3%)    |
| Азијати           | 6 (0,6%)    | 40 (1,9%)     |
| Хиспаноамериканци | 18 (1,9%)   | 184 (8,9%)    |
| Укупно            | 965         | 2.067         |